# Моне, Адольф де

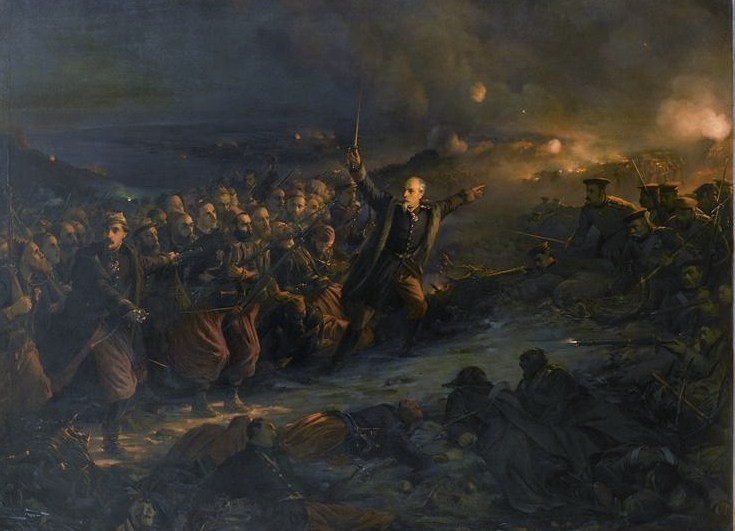
Худ. Эдме-Адольф Фонтен. Атака бригады Моне на Селингинский редут при штурме Малахова кургана во время осады Севастополя в ночь с 23 на 24 февраля 1855 г. (Музей военной истории Франции (Версаль)

Граф Адольф де Моне (фр. Adolphe de Monet; 6 июля 1804, Дюнкерк — 24 ноября 1874, Тулуза) — французский военачальник, дивизионный генерал.

## Биография
Родился в семье полковника лёгкой кавалерии. Внук генерал-майора армии короля польского, курфюрста Саксонии Августа III.
С 1822 года учился в специальном военном училище Сен-Сир. В 1824 году получил чин лейтенанта. Служил в пехотном полку королевской гвардии.
После участия в Июльской революции 1830 года переведён в 29-й пехотный полк, в составе которого в 1832 году сражался против восстания шуанов на западе Франции, получил благодарственное письмо. В 1833 году получил чин капитана, в 1836 — майора-адъютанта, в 1841 — майора.
С 1842 года служил в Северной Африке командиром пехотного батальона. Отличился в сражениях с кабилами в Алжире. Участник Французского завоевания Алжира. Подполковник пехотного полка в 1847 г., участвовал в захвате бека Константина (1848). В декабре 1848 г. был повышен до полковника, затем вернулся во Францию. В 1853 году был произведен в чин бригадного генерала.
Участник Крымской войны (апрель 1854 — май 1855) . Отличился в Инкерманском сражении и сражении на Малаховом кургане, где командовал зуавами 1-й бригады 3-й дивизии. Во время битвы был четырежды ранен, тем не менее, продолжал руководить атакой, после боя ему пришлось ампутировать два пальца. Получил чин дивизионного генерала.
Вернулся в 1855 году во Францию, где принял командование военным училищем Сен-Сир (1855—1860). С 1861 по 1869 год — командующий пехотной дивизией в Гренобле.
С 1869 г. — в резерве. После объявления франко-прусской войны в 1870 году перенёс инсульт, приведший к частичному параличу.
После падения Второй Империи в ходе массовых беспорядков был арестован и заключён в тюрьму. Умер в Тулузе в 1874 году.

## Награды
- Кавалер ордена Почётного легиона (1843)
- Офицер ордена Почётного легиона(1845)
- Командор ордена Почётного легиона(1854)
- Великий офицер ордена Почётного легиона(1869)
- Крымская медаль (Великобритания)
- Командор ордена Нидерландского льва (1860)
- Командор ордена Изабеллы Католической (Испания)
- Командор Ордена Святых Маврикия и Лазаря (Италия, 1867)
- Кавалер Высшего ордена Святого Благовещения (Савойский дом).